# 沈賢鎮
沈賢鎮（朝鲜语：／；1991年1月1日—），朝鮮足球運動員，入選過 朝鲜国家少年足球队、朝鲜国家青年足球队、朝鮮國家奧運足球隊及朝鮮國家足球隊。曾經效力於朝鮮足球聯賽球會小白水體育團，現在效力於4.25體育團。

## 簡歷
沈賢鎮在2014年首次入選朝鮮國家足球隊，並在對伊拉克國家足球隊的友誼賽中首以正選身分上陣，其比賽最後以2比0落敗。之後，更參與2015年東亞盃資格賽（第二輪），協助朝鮮奪得第二輪資格賽冠軍並取得決賽席位。之後，參與了2015年亞洲盃賽事，而朝鮮在小組賽全負沒能晉級。及後，參與2015年東亞盃賽事，協助朝鮮奪得季軍。2017年，參與了2017年東亞足球錦標賽外圍賽第二圈，在對中華台北足球代表隊射入一球，協助朝鮮奪得第二圈資格賽冠軍並取得決賽席位，次年參與2017年東亞足球錦標賽決賽賽事，以一平兩負成績獲得殿軍。2018年參與了東亞足球錦標賽外圍賽第二圈，但得球差負給香港足球代表隊，不能成功獲得資格賽冠軍而取得決賽出線席位。
此前，曾經代表朝鮮國家少年足球隊參加2007年U17世界盃足球賽，之後代表了朝鮮國家青年足球隊參加2008年亞洲U19青年足球錦標賽。
另外，2012年入選了朝鮮國家奧運足球隊參加2013年亞足聯U22錦標賽資格賽，及後代表朝鮮參加2013年東亞運動會足球比賽，成功在最後一屆東亞運動會足球比賽中獲得金牌。2014年代表朝鮮參加2014年亞足聯U22錦標賽，未能成功在小組出線而出局，之後參加了2014年亞洲運動會足球比賽，而朝鮮國家奧運足球隊在該屆首次進入四強，在金牌戰加時賽被韓國國家奧運足球隊絕殺，獲得銀牌。
沈賢鎮除了代表國家隊參與賽事外，還代表所屬球會4.25體育團參與2017年亞洲足協盃，並在分組賽賽事中上陣，協助球會晉級跨區準決賽。2018年，代表所屬球會4.25體育團參與2018年亞洲足協盃，先後在分組賽和淘汰賽中上陣，但對土庫曼超級足球聯賽球會阿恩艾沙的跨區決賽中落敗而未能晉級。

## 職業生涯統計
| 球會表現 | 球會表現 | 球會表現          | 聯賽 | 聯賽 | 足總盃 | 足總盃 | 聯賽盃 | 聯賽盃 | 洲際賽 | 洲際賽 | 總數 | 總數 |
| 球季     | 球會     | 聯賽              | 出場 | 入球 | 出場   | 入球   | 出場   | 入球   | 出場   | 入球   | 出場 | 入球 |
| 北韓     | 北韓     | 北韓              | 聯賽 | 聯賽 |        |        |        |        | 亚洲赛 | 亚洲赛 | 總數 | 總數 |
| -------- | -------- | ----------------- | ---- | ---- | ------ | ------ | ------ | ------ | ------ | ------ | ---- | ---- |
| 2007     | 小白水   | 朝鮮足球聯賽 甲級 | ?    | ?    | –      | –      | N/A    | N/A    | –      | –      | ?    | ?    |
| 2008     | 小白水   | 朝鮮足球聯賽 甲級 | ?    | ?    | –      | –      | N/A    | N/A    | –      | –      | ?    | ?    |
| 2009     | 小白水   | 朝鮮足球聯賽 甲級 | ?    | ?    | –      | –      | N/A    | N/A    | –      | –      | ?    | ?    |
| 2010     | 小白水   | 朝鮮足球聯賽 甲級 | ?    | ?    | –      | –      | N/A    | N/A    | –      | –      | ?    | ?    |
| 2011     | 小白水   | 朝鮮足球聯賽 甲級 | ?    | ?    | –      | –      | N/A    | N/A    | –      | –      | ?    | ?    |
| 2012     | 小白水   | 朝鮮足球聯賽 甲級 | ?    | ?    | –      | –      | N/A    | N/A    | –      | –      | ?    | ?    |
| 2013     | 小白水   | 朝鮮足球聯賽 甲級 | ?    | ?    | –      | –      | N/A    | N/A    | –      | –      | ?    | ?    |
| 2014     | 小白水   | 朝鮮足球聯賽 甲級 | ?    | ?    | –      | –      | N/A    | N/A    | –      | –      | ?    | ?    |
| 2014     | 4.25     | 朝鮮足球聯賽 甲級 | ?    | ?    | –      | –      | N/A    | N/A    | –      | –      | ?    | ?    |
| 2015     | 小白水   | 朝鮮足球聯賽 甲級 | ?    | ?    | –      | –      | N/A    | N/A    | –      | –      | ?    | ?    |
| 2016     | 小白水   | 朝鮮足球聯賽 甲級 | ?    | ?    | –      | –      | N/A    | N/A    | –      | –      | ?    | ?    |
| 2017     | 4.25     | 朝鮮足球聯賽 甲級 | ?    | ?    | –      | –      | N/A    | N/A    | 2      | 0      | ?    | ?    |
| 2017–18  | 4.25     | 朝鮮足球聯賽 甲級 | ?    | ?    | –      | –      | N/A    | N/A    | 5      | 0      | ?    | ?    |
| 總和     | 北韓     | 北韓              | ?    | ?    | –      | –      | N/A    | N/A    | 7      | 0      | ?    | ?    |

## 國際賽進球
朝鮮
| # | 日期          | 場地             | 對手     | 進球 | 比數 | 比賽                             |
| - | ------------- | ---------------- | -------- | ---- | ---- | -------------------------------- |
| 1 | 2016年11月6日 | 中國香港         | 中華臺北 | 2–0  | 2–0  | 2017年東亞足球錦標賽外圍賽第二圈 |
| 2 | 2019年7月13日 | 印度艾哈迈达巴德 | 印度     | 0–2  | 2–5  | 2019年英雄洲際盃                 |

朝鮮U-23
| # | 日期          | 場地     | 對手 | 進球 | 比數 | 比賽                     |
| - | ------------- | -------- | ---- | ---- | ---- | ------------------------ |
| 1 | 2013年10月6日 | 中國天津 | 日本 | 1–1  | 1–2  | 2013年東亞運動會足球比賽 |
| 2 | 2014年9月15日 | 韓國仁川 | 中國 | 2–0  | 3–0  | 2014年亞洲運動會足球比賽 |

## 榮譽

### 國家隊
朝鮮
- 東亞足球錦標賽外圍賽第二圈冠軍（2）：2014年、2016年；

朝鮮U-23
- 東亞運動會足球比賽金牌：2013年；

### 球會
4.25體育團
- 朝鮮足球甲組聯賽冠軍（2）：2017年、2017–18年；
- 白頭山獎運動會冠軍：2017年；
- 萬景台獎運動會冠軍：2014年；
- 普天堡火炬獎運動會冠軍：2014年；
- 火炬盃冠軍：2014年；

## 連接
- 沈賢鎮在 National-Football-Teams.com 上的出场纪录
- Hyon-Jin Sim - Soccerway （页面存档备份，存于） （英文）
- SIM Hyonjin-2014 Incheon Asian Games（英文）